# A Estrada (2009)
The Road (bra/prt: A Estrada) é um filme estadunidense de 2009, dos gêneros drama, suspense, terror e aventura, dirigido por John Hillcoat, com roteiro de Joe Penhall baseado no romance A Estrada, de Cormac McCarthy, publicado em 2006.
Estrelado por Viggo Mortensen e Kodi Smit-McPhee, como pai e filho num período pós-apocalíptico, The Road foi lançado nos Estados Unidos em 25 de novembro de 2009 e, no Reino Unido, em 4 de janeiro de 2010.

## Sinopse
Numa Terra devastada pós-apocalíptica, pai e filho tentam sobreviver atravessando uma América árida, destruída por uma hecatombe. Nessa jornada, eles encontram pessoas arrastadas para o pior e o melhor de si, e eles só têm o amor que os une para lhes dar força.

## Elenco
- Viggo Mortensen como o pai[6].
- Kodi Smit-McPhee como o filho[7]. Durante o London Film Festival, Mortensen explicou que Smit-McPhee foi um dos quatro finalistas, e que ele foi escolhido devido à aparência juvenil, inocente e inteligente além de sua idade[8].
- Charlize Theron como a esposa, que aparece apenas em flashback. Theron participou do filme porque era uma fã do livro e tinha previamente trabalhado com o produtor Nick Wechsler no filme de 2000 The Yards[9]. A personagem tem um papel maior no filme do que no livro. Hillcoat disse que expandiu o papel: “Eu penso que é válido expandir o roteiro de um livro, desde que se mantenha o seu espírito”[10].
- Michael K. Williams como o ladrão[11]
- Robert Duvall como Ely, o Velho Homem[11]
- Guy Pearce como Veterano, um pai com sua família[11]
- Molly Parker como sua esposa[11]

## Produção
Em novembro de 2006, o produtor Nick Wechsler usou financiamento independente para adquirir os direitos de adaptação do livro The Road, de 2006, escrito por Cormac McCarthy. Quando Wechsler encontrou John Hillcoat, diretor do filme The Proposition, de 2005, e após ler The Road, decidiu colocar Hillcoat na direção da adaptação. Wechsler descreveu o estilo de Hillcoat: “Havia algo belo no modo com John capturou a completa primitividade humana ocidental nesse filme”>. Em abril de 2007, Joe Penhall foi procurado para o roteiro adaptado. Wechsler e seus produtores Steve e Paula Mae Schwartz planejaram o roteiro e um ator para interpretar o pai, enquanto procuravam uma distribuidora para o filme.  No novembro seguinte, o ator Viggo Mortensen entrou em negociações com os produtores, para interpretar o pai, enquanto estava ocupado com as filmagens de Appaloosa, no Novo México.

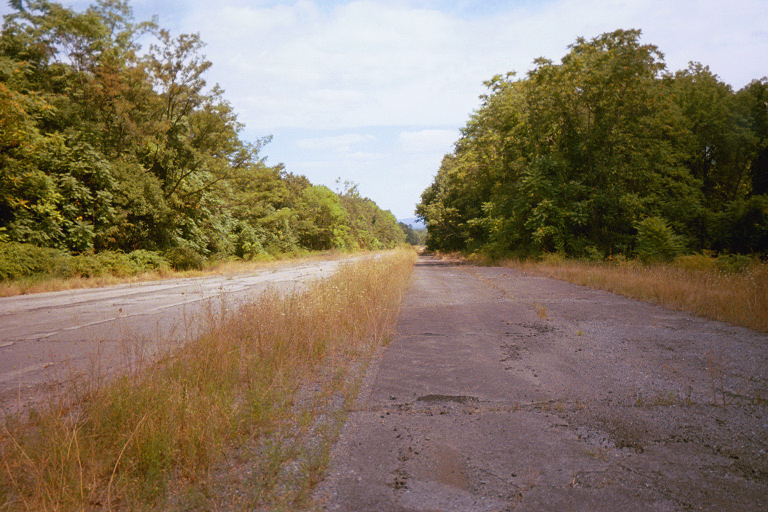
Rodovia abandonada na Pensilvânia. Essas rodovias, que são comuns na região, foram utilizadas para as locações de “The Road”

Com um custo de $20 milhões, o filme foi iniciado no sudoeste da Pensilvânia em fevereiro de 2008, durante oito semanas, e posteriormente foi mudado para a Luisiana e Oregon. Hillcoat preferiu locações reais, dizendo: “Nós não queríamos entrar no mundo das imagens computadorizadas”. Pensilvânia, onde ocorreu a maioria das locações, foi escolhida por seus custos e pela abundância de lugares abandonados e decaídos: minas de carvão, estradas abandonadas, dunas e áreas deterioradas de Pittsburgh. Várias rodovias abandonadas da Pensilvânia foram usadas para a produção do filme. Filmagens foram realizadas também no Conneaut Lake Park, após um dos parques ter sido destruído por um incêndio em fevereiro de 2008. Hillcoat declarou que Pittsburgh era um local prático para a filmagem da história, pois no inverno adquiria um ar desolado, e as construções abandonadas davam uma aparência cruel. Algumas cenas foram filmadas em Nova Orleans, que foi devastada pelo Furacão Katrina e em Mount St. Helens, em Washington.
Hillcoat procurou realizar o filme de forma fiel ao espírito do livro, criando "um mundo psicologicamente traumatizado", apesar de nunca explorar as circunstâncias do evento apocalíptico. De acordo com Hillcoat: “Isso é o que torna o filme mais realista, pois diz respeito à sobrevivência e de como você aguenta cada dia em oposição ao que realmente aconteceu”. Os produtores tiveram a sorte de conseguir dias com mau tempo para retratar o clima pós-apocalíptico. Mark Forker, o diretor de efeitos especiais, procurou fazer paisagens convincentes, manipulando e substituindo céus e removendo digitalmente o verde das cenas.

## Lançamento

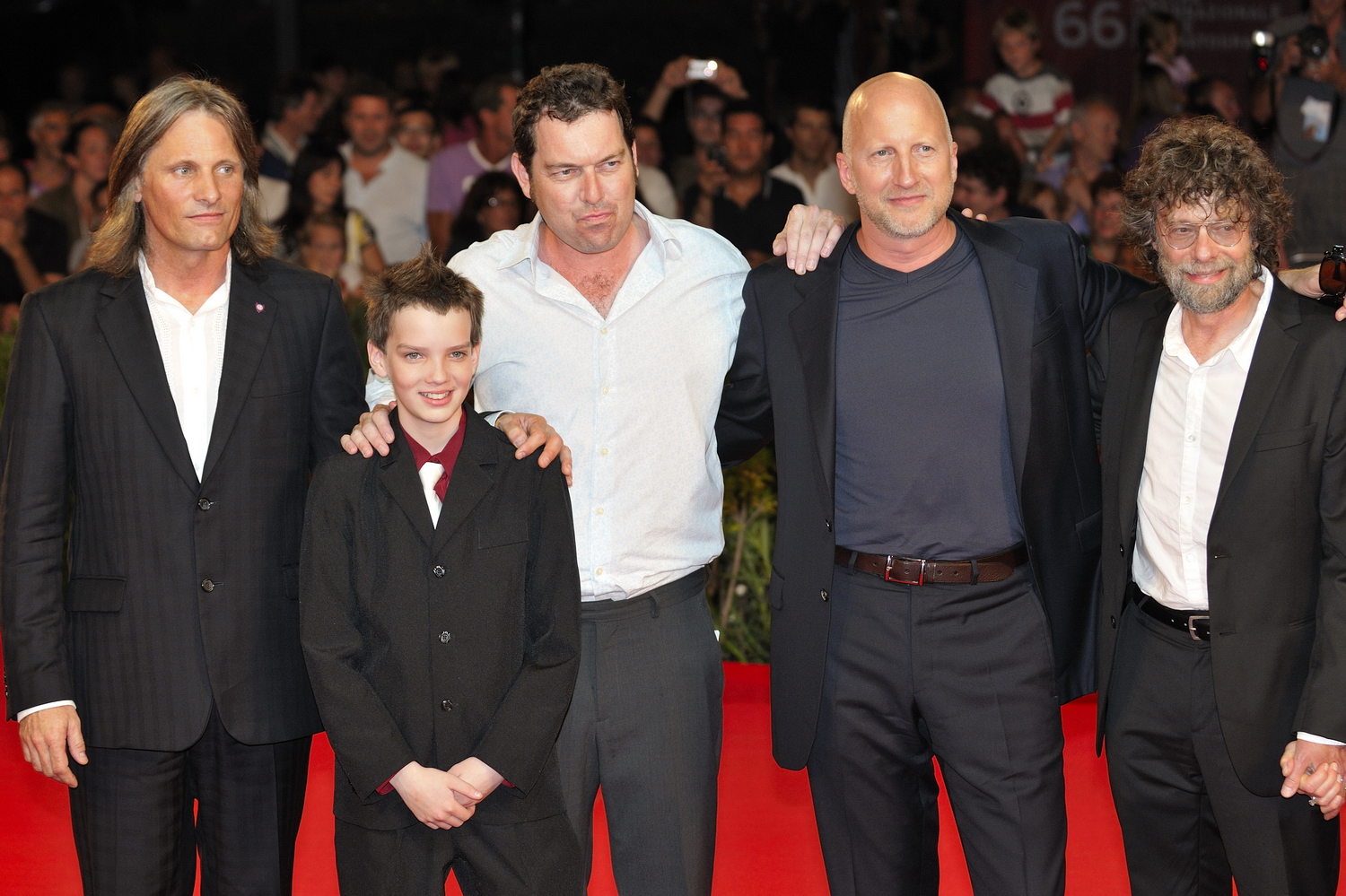
Os atores Viggo Mortensen e Kodi Smit-McPhee, o roteirista Joe Penhall, o diretor John Hillcoat e o produtor Steve Schwartz no Festival de Veneza de 2009.

The Road foi programado originalmente para ser lançado em novembro de 2008; o lançamento foi adiado para dezembro e depois para 2009. De acordo com The Hollywood Reporter, o estúdio decidiu que o filme se beneficiaria com um processo mais longo de pós-produção, e de um calendário mais repleto. Um novo lançamento foi programado para outubro de 2009, porém, de acordo com repórteres de Screen Rant, a Companhia Weinstein decidiu, no último instante, pelo lançamento em 25 de novembro de 2009, com essa possível mudança numa tentativa de concorrer ao Oscar, coincidindo com a adaptação, naquela data, do musical de Rob Marshall Nine (também previsto para ser um dos concorrentes ao Oscar) em dezembro de 2009.
O filme teve uma pré-estreia mundial em setembro de 2009, no Festival de Veneza, competindo pelo Leão de Ouro e Leão de Prata, e no Telluride Film Festival, além de se inscrever no Toronto International Film Festival, em 2009.
O lançamento em DVD e Blu-Ray foi em 17 de maio de 2010 no Reino Unido, e em 25 de maio de 2010 nos Estados Unidos.

## Recepção
O filme alcançou 76% no ranking Fresh do Rotten Tomatoes, baseado em 167 revisões, e também alcançou um escore de 64/100 no Metacritic, baseado em 32 revisões.
Tom Chiarella, da  revista Esquire declarou sobre o filme: “uma adaptação brilhantemente dirigida de um prestigiado romance, um olhar romântico, delicado e anacrônico do imodesto e bruto fim de todos nós. Você quer que eles cheguem lá, você quer que eles cheguem lá – e ainda assim você não quer nada disso no final”. Ele também se referiu ao filme como “o mais importante filme do ano”, defendendo-o assim como o mais importante filme do ano. James O'Connor, da IGN, declarou: “Um dos mais importantes e tocantes filmes dos últimos tempos”.
O crítico de cinema Xan Brooks, no The Guardian, deu-lhe quatro estrelas (em cinco), e o descreveu como: “um assombroso, angustiante, e poderoso filme”, com Mortensen perfeito no elenco.
Luke Davies, do The Monthly, decreveu o filme: “deslumbrante, em um terrível caminho, mas seu maior mérito e distância mostram quão difícil pode ser traduzir para as telas o calor psíquico inato da grande literatura”. Davies sugeriu que a falha do filme “poderia ter a ver com o ponto de vista do diretor – tudo parece muito desolado, de modo que no livro não é tanto”, concluindo que o filme “tem muita imagem e pouca atuação”.
Uma das revisões no Adbusters desaprovou a aparente “inserção de produtos” no filme , mas, como foi defendido por Hillcoat, as referências à  Coca-Cola aparecem no livro, e a companhia ficou um tanto relutante em colocar o produto no filme.

## Prêmios e indicações
| Prêmio                                                  | Categoria               | Resultado                   | Recipiente           |
| ------------------------------------------------------- | ----------------------- | --------------------------- | -------------------- |
| BAFTA 2010                                              | Melhor cinematografia   | Indicado[carece de fontes?] | Javier Aguirresarobe |
| Prêmios Critics' Choice Movie 2010                      | Melhor ator             | Indicado[carece de fontes?] | Viggo Mortensen      |
| Prêmios Critics' Choice Movie 2010                      | Melhor ator/atriz jovem | Indicado[carece de fontes?] | Kodi Smit-McPhee     |
| Prêmios Critics' Choice Movie 2010                      | Melhor maquiagem        | Indicado[carece de fontes?] | [ quem? ]            |
| Houston Film Critics Society 2009                       | Melhor ator             | Indicado[carece de fontes?] | Viggo Mortensen      |
| San Diego Film Critics Society Awards 2009              | Melhor ator             | Indicado[carece de fontes?] | Viggo Mortensen      |
| San Diego Film Critics Society Awards 2009              | Melhor cinematografia   | Venceu[carece de fontes?]   | Javier Aguirresarobe |
| Satellite 2009                                          | Melhor direção de arte  | Indicado[carece de fontes?] | Chris Kennedy        |
| TFCA 2009                                               | Melhor ator             | Indicado[carece de fontes?] | Viggo Mortensen      |
| Utah Film Critics Association 2009                      | Melhor ator             | Venceu[carece de fontes?]   | Viggo Mortensen      |
| Veneza 2009                                             | Leão de Ouro            | Indicado[carece de fontes?] | John Hillcoat        |
| Washington DC Area Film Critics Association Awards 2009 | Melhor ator             | Indicado[carece de fontes?] | Viggo Mortensen      |
| Washington DC Area Film Critics Association Awards 2009 | Melhor roteiro adaptado | Indicado[carece de fontes?] | Joe Penhall          |